# Sommer-Paralympics 2016/Teilnehmer (Sri Lanka)
| stlisierte Goldmedaille | stlisierte Silbermedaille | stlisierte Bronzemedaille |
| ----------------------- | ------------------------- | ------------------------- |
| —                       | —                         | 1                         |

Sri Lanka schickte neun Sportler zu den Paralympischen Sommerspielen 2016, die vom 7. bis 18. September in Rio de Janeiro ausgetragen wurden. Die sri-lankische Mannschaft bestand aus acht Männern und einer Frau, die in drei Sportarten antraten.
Fahnenträger der sri-lankischen Paralympics-Mannschaft war der Leichtathlet Anil Prasanna Jayalath.

## Medaillen
Sri Lanka gewann bei den Sommer-Paralympics 2016 eine Bronzemedaille, womit sie im Medaillenspiegel auf Platz 76 kamen. Der Speerwerfer Dinesh Priyantha Herath wurde in der Startklasse F46 Dritter.

## Teilnehmer nach Sportart

### Bogenschießen
| Athleten                    | Wettbewerb (Klasse) | Qualifikation | Qualifikation | Sechzehntelfinale | Sechzehntelfinale | Achtelfinale  | Achtelfinale  | Viertelfinale | Viertelfinale | Halbfinale    | Halbfinale    | Finale        | Finale        | Rang |
| Athleten                    | Wettbewerb (Klasse) | Ringe         | Rang          | Gegner            | Ergebnis          | Gegner        | Ergebnis      | Gegner        | Ergebnis      | Gegner        | Ergebnis      | Gegner        | Ergebnis      | Rang |
| --------------------------- | ------------------- | ------------- | ------------- | ----------------- | ----------------- | ------------- | ------------- | ------------- | ------------- | ------------- | ------------- | ------------- | ------------- | ---- |
| Männer                      |                     |               |               |                   |                   |               |               |               |               |               |               |               |               |      |
| Sampath Bandara Megahamulea | Recurve (offen)     | 608           | 12            | Yu He             | 3:7 (128:122)     | ausgeschieden | ausgeschieden | ausgeschieden | ausgeschieden | ausgeschieden | ausgeschieden | ausgeschieden | ausgeschieden | 17   |

### Leichtathletik
| Athleten                                                                     | Wettbewerb           | Vorlauf/Vorkampf | Vorlauf/Vorkampf | Halbfinale | Halbfinale | Finale        | Finale        | Rang          |
| Athleten                                                                     | Wettbewerb           | Zeit/Weite       | Rang             | Zeit/Weite | Rang       | Zeit/Weite    | Rang          | Rang          |
| ---------------------------------------------------------------------------- | -------------------- | ---------------- | ---------------- | ---------- | ---------- | ------------- | ------------- | ------------- |
| Frauen                                                                       |                      |                  |                  |            |            |               |               |               |
| Amara Indumathi                                                              | 200 m T45/46/47      | 27,55 s          | 4                | –          | –          | 27,54 s       | 6             | 6             |
| Amara Indumathi                                                              | 400 m T45/46/47      | 1:02,07 min      | 3                | –          | –          | 1:01,74 min   | 5             | 5             |
| Amara Indumathi                                                              | Weitsprung T45/46/47 | –                | –                | –          | –          | 4,09 m        | 12            | 12            |
| Männer                                                                       |                      |                  |                  |            |            |               |               |               |
| Ajith Hettiarachchi                                                          | 100 m T43/T44        | 12,11 s          | 8                | –          | –          | ausgeschieden | ausgeschieden | ausgeschieden |
| Ajith Hettiarachchi                                                          | 200 m T43/T44        | 24,58 s          | 6                | –          | –          | ausgeschieden | ausgeschieden | ausgeschieden |
| Ajith Hettiarachchi                                                          | 400 m T43/T44        | 55,89 s          | 3                | –          | –          | 56,50 s       | 7             | 7             |
| Indika Chuladasa                                                             | 100 m T42            | 12,76 s          | 4                | –          | –          | 12,85 s       | 8             | 8             |
| Indika Chuladasa                                                             | 200 m T42            | 26,34 s          | 4                | –          | –          | 26,68 s       | 8             | 8             |
| Anil Prasanna Jayalath                                                       | 100 m T42            | 12,85 s          | 3                | –          | –          | 12,81 s       | 6             | 6             |
| Anil Prasanna Jayalath                                                       | 200 m T42            | 25,95 s          | 4                | –          | –          | 25,96 s       | 7             | 7             |
| Anil Prasanna Jayalath                                                       | Weitsprung T42       | –                | –                | –          | –          | 5,61 m        | 5             | 5             |
| Ajith Hettiarachchi Anil Prasanna Jayalath Indika Chuladasa Upali Rajakaruna | 4 × 100 m T42-47     | –                | –                | –          | –          | 47,12 s       | 4             | 4             |
| Sampath Hettiarachchi                                                        | Speerwurf F42/43/44  | –                | –                | –          | –          | 47,22 m       | 12            | 12            |
| Gamini Ekanayake                                                             | Speerwurf F46        | –                | –                | –          | –          | 48,84 m       | 9             | 9             |
| Dinesh Priyantha Herath                                                      | Speerwurf F46        | –                | –                | –          | –          | 58,23 m       | 3             | Bronze        |

### Rollstuhltennis
| Athleten         | Wettbewerb (Klasse) | Zweiunddreißigstelfinale | Zweiunddreißigstelfinale | Sechzehntelfinale | Sechzehntelfinale | Achtelfinale  | Achtelfinale  | Viertelfinale | Viertelfinale | Halbfinale    | Halbfinale    | Finale        | Finale        | Rang |
| Athleten         | Wettbewerb (Klasse) | Gegner                   | Ergebnis                 | Gegner            | Ergebnis          | Gegner        | Ergebnis      | Gegner        | Ergebnis      | Gegner        | Ergebnis      | Gegner        | Ergebnis      | Rang |
| ---------------- | ------------------- | ------------------------ | ------------------------ | ----------------- | ----------------- | ------------- | ------------- | ------------- | ------------- | ------------- | ------------- | ------------- | ------------- | ---- |
| Männer           |                     |                          |                          |                   |                   |               |               |               |               |               |               |               |               |      |
| Upali Rajakaruna | Einzel              | Lee Ha-gel               | 2:6, 7:6, 6:1            | Alfie Hewett      | 1:6, 2:6          | ausgeschieden | ausgeschieden | ausgeschieden | ausgeschieden | ausgeschieden | ausgeschieden | ausgeschieden | ausgeschieden | 17   |